# Пэрэм-парк
Пэрэм-парк (англ. Parham Park) — загородный дом елизаветинской эпохи и прилегающие к нему охотничьи угодья общей площадью 3,54 км² (875 акр). Расположены возле деревни Сторрингтон в английском графстве Западный Суссекс.
Первоначально имение принадлежало Вестминстерскому мужскому монастырю. В 1540 году английский король Генрих VIII пожаловал его в дар Роберту Палмеру, который и выстроил существующий особняк. В XX веке сын виконта Каудрея превратил его в частный музей.